# مفارقة أولبرز

عمل مفارقة أوبلر

مفارقة أولبرز وتسمى أيضاً مفارقة السماء المظلمة (بالإنجليزية: Olbers' paradox)‏ هي مفارقة (تناقض ظاهري) في الفيزياء الفلكية وعلم الكونيات المادي سميت على اسم الفلكي الألماني هاينريش فيلهلم أوبلرز (1758-1840) وهي الحجة أن ظلمة السماء ليلاً تتعارض مع الافتراض بوجود كون ثابت لانهائي وأبدي. وتناقش هذا المفارقة سؤالا قد يبدو بسيطا للوهلة الأولى : لماذا تبدو السماء داكنة في الليل ؟ وقد طرح هذا التساؤل العالم الالمانى أولبيرز في القرن التاسع عشر.و السؤال التي تبدو اجابته بسيطة للوهلة الأولى هو اعقد من ذلك :فلو افترضنا ان الكون الذي نعيش فيه هو كون لا متناهى ووجد دائما فبالتالى سيوجد نجم (أو مجرة) على امتداد خط بصرنا لو نظرنا في أي اتجاه لاننا نرى ان النجوم والمجرات وموزعة بتساوى في الكون اينما نظرنا وبالتالى ستكون السماء كلها مضيءة بالليل.

قي الكون اللا متناهى كل خط نظر ينتهى بنجم)

## ماهية المفارقة
لو تخيلت انك تقف في غابة شجرية صغيرة ونظرت من خلال الشجر لخارج الغابة لامكنك رؤية شخص واقف خارج الغابة، ولكن مع زيادة مساحة الغابة تصبح فرصة الرؤية للخارج اضعف لوجود جذوع الأشجار على الاقل على امتداد خط النظر.فاذا أصبحت الغابة لامتناهية المساحة تصبح الرؤية لخارج الغابة مستحيلة.
لو طبقنا المثال السابق على الكون واستبدلنا جذوع الشجر بالنجوم (المجرات) لوجدنا انه في حالة الكون الا متناهى فاننا يجب أن نرى السماء مضيئة اينما نظرنا إذا لتكون السماء مظلمة على الكون ان يكون متناهى وهذا ماتوصل اليه يوهانس كيبلر ولكن هل هذا حقيقى ؟

## حل الاحجية
إذا كان يجب أن نرى السماء مضيئة ولكنها ليست كذلك فيجب أن يكون هنالك خلل في حجتنا.إذا لكى ندحض المفارقة وجب الا يوجد نجوم بعد مسافة معينة، أي وجب وجود حدود للكون، ولكننا لا نرى أي دلائل على وجود حدود للكون.
و لكن يمكن ان يكون هناك حد بمعنى اخر : حد الزمن.حتى لو كان الكون لا نهائى فان عمره له حد، إذا فنحن نرى فقط النجوم التي كان لضوئها الزمن الكافى للوصول الينا خلال عمر الكون 13.7 مليار سنة.إذا يمكن ان نرى ضوء على بعد 10 مليارات سنة ضوئية ولكن لا يمكننا رؤية ضوء على بعد 20 مليار سنة ضوئية.

## الكون المرئي
إذا ما يمكننا ان نرى في أي اتجاه هو ضوء وجد مايكفى من الوقت في عمر الكون للوصول الينا أي ان الحد الأقصى هو الافق الكونى واى مسافة داخله هي في حدود الكون المرئى (انظر:كون مشاهد) وبمرور الزمن ينمو الكون المشاهد.

## وصلات خارجية
- الأسئلة المتداولة عن النسبية بخصوص مفارقة أوبلرز
- الأسئلة المتداولة عن علم الفلك بخصوص مفارقة أوبلرز
- الأسئلة المتداولة عن علم الكونيات بخصوص مفارقة أوبلرز
- لماذ السماء مظلمة؟ صفحة موقع physics.org عن مفارقة أوبلرز
- لماذ السماء مظلمة؟ 60 ثانية من الرسوم المتحركة من معهد محيط استكشاف مسألة مع أليس وبوب في بلاد العجائب